# Federación Latinoamericana de Periodistas
Federación Latinoamericana de Periodistas est une association de journalistes latino-américains.
Fondée en 1976 et siégeant au Mexique, la Fédération latino-américaine des journalistes (Felap, par son sigle en espagnol), est une organisation non gouvernementale associée à l'Unesco. Elle rassemble des associations de journalistes (associations, fédérations, unions, cercles, collèges et syndicats) de l'Amérique latine et des Caraïbes. La Felap accueille dans son sein, en qualité d'organisations associées, plus de 50 institutions liées à l'étude et à la pratique de la communication et du journalisme : centres de recherche, écoles de journalisme, bibliothèques spécialisées, agences de presse, publications, etc.
La Comisión de Investigación de Atentados a Periodistas (CIAP) (Commission d'enquête sur des attentats contre des journalistes), organisme à caractère régional, a été fondée en 1991 sous initiative de la Felap et de l'Organisation internationale de journalistes (OIP).
- Président : Juan Carlos Camaño (Argentine) ;
- Premier Vice-président : Tubal Páez (Cuba) ;
- Secrétaire général : José Rafael Vargas (République Dominicaine) ;
- Secrétaire Général Adjoint : Nelson del Castillo (Puerto Rico) ;
- Trésorier : Guillermo Torres (Chili) ;
- Vice-présidents : Freddy Morales (Bolivie), Víctor Hugo de León (Guatemala), Héctor Espín (Équateur), Teodoro Rentería (Mexique), Irma Franco (Nicaragua), Norma Núñez Montoto (Panama), Vilma García (Perou), Beth Costa (Brésil) ; * présidents d'honneur : Ernesto Vera (Cuba), Iván Canelas (Bolivie) ;
- Président CIAP-FELAP : Hernán Uribe (Chili).